# Левокумский район
Левоку́мский райо́н — территориальная единица в Ставропольском крае России. В границах района образован одноимённый муниципальный округ.
Административный центр — село Левокумское.

## География
Район расположен на северо-востоке Ставропольского края, граничит с Арзгирским, Будённовским, Нефтекумским районами, на севере с Республикой Калмыкия, на востоке — с Республикой Дагестан. Это самый большой район в Ставропольском крае — занимаемая им площадь составляет 4 687,2 км².
Территорию муниципального образования пересекают река Кума, с которой связано происхождение названия района, а также Терско-Кумский и Кумо-Манычский каналы, построенные в 50—60-е годы XX века. Самыми крупными озёрами Левокумья являются Дадынское и Сага Бирючья, входящие в состав ключевой орнитологической территории международного значения, часть которой выделена в качестве водно-болотного угодья «Дадынские озера».

## История
Район образован 13 апреля 1924 года в составе Терского округа.
В 1928 году Левокумский район был упразднён вместе с ещё тремя районами округа — Александрийским, Наурским и Суворовским, а в 1935 году восстановлен.
10 января 1943 года Левокумский район освобождён от немецко-фашистских захватчиков.
В 1962 году на территорию Левокумского района вернулись из Турции более 500 семей казаков-некрасовцев и молокан. Они поселились в сёлах Левокумское, Приозёрское, посёлках Кумская Долина, Новокумский.
В 1963 году был упразднён Арзгирский район с передачей его территории укрупнённым Левокумскому, Благодарненскому и Прикумскому районам.
1 февраля 1963 года вместо существующих 15 сельских районов были образованы: Александровский, Апанасенковский, Благодарненский, Воронцово-Александровский, Георгиевский, Изобильненский, Ипатовский, Кочубеевский, Красногвардейский, Курский, Левокумский, Минераловодский, Петровский, Прикумский и Шпаковский.
12 января 1965 года, в соответствии с постановлением Президиума Верховного Совета РСФСР, 17 сельских районов Ставропольского края, в том числе Левокумский, были преобразованы в районы. Дополнительно был образован Нефтекумский район с включением в его состав части населённых пунктов Левокумского и Курского районов.
18 октября 1990 года решением Президиума Ставропольского краевого Совета народных депутатов в Левокумском районе образован Заринский сельсовет (с центром в посёлке Заря), в состав которого вошли посёлок Заря и хутор Первомайский, выделенные из Бургун-Маджарского сельсовета этого же района.
30 января 2014 года утверждён гимн Левокумского района, а 22 апреля того же года приняты герб и флаг.
Законом Ставропольского края от 31 января 2020 года, все муниципальные образования Левокумского муниципального района с 16 марта 2020 года были преобразованы путём их объединения в единое муниципальное образование  Левокумский муниципальный округ.

## Муниципально-территориальное устройство до 2020 года
С 2004 до марта 2020 года в Левокумский муниципальный район входили 11 сельских поселений:
| №  | Сельское поселение               | Административный центр      | Количество населённых пунктов | Население | Площадь, км2 |
| -- | -------------------------------- | --------------------------- | ----------------------------- | --------- | ------------ |
| 1  | посёлок Новокумский              | посёлок Новокумский         | 1                             | ↘1843     | 38,97        |
| 2  | село Левокумское                 | село Левокумское            | 1                             | ↗9641     | 362,03       |
| 3  | село Правокумское                | село Правокумское           | 1                             | ↘4169     | 277,33       |
| 4  | село Приозёрское                 | село Приозёрское            | 1                             | ↗2386     | 391,14       |
| 5  | село Урожайное                   | село Урожайное              | 1                             | ↗4105     | 518,90       |
| 6  | Бургун-Маджарский сельсовет      | посёлок Кумская Долина      | 4                             | ↘2666     | 76,35        |
| 7  | Величаевский сельсовет           | село Величаевское           | 4                             | ↗5553     | 1491,36      |
| 8  | Владимировский сельсовет         | село Владимировка           | 2                             | ↘2417     | 237,98       |
| 9  | Заринский сельсовет              | посёлок Заря                | 2                             | ↘1637     | 66,22        |
| 10 | Николо-Александровский сельсовет | село Николо-Александровское | 2                             | ↘2676     | 444,02       |
| 11 | Турксадский сельсовет            | село Турксад                | 2                             | ↗2174     | 782,88       |

## Население
| 1926    | 1939    | 1959    | 1970    | 1979    | 1989    | 1990    | 1991    | 1992    | 1993    | 1994    |
| ------- | ------- | ------- | ------- | ------- | ------- | ------- | ------- | ------- | ------- | ------- |
| 40 629  | ↘27 628 | ↘25 016 | ↗39 280 | ↗39 334 | ↗42 530 | ↘41 834 | ↗42 400 | ↗43 115 | ↗44 131 | ↗44 747 |
| 1995    | 1996    | 1997    | 1998    | 1999    | 2000    | 2001    | 2002    | 2003    | 2004    | 2005    |
| ↗45 162 | ↘44 968 | ↘44 914 | ↗45 102 | ↘45 054 | ↘44 762 | ↘44 358 | ↘44 167 | ↘44 045 | ↘43 600 | ↘43 281 |
| 2006    | 2007    | 2008    | 2009    | 2010    | 2011    | 2012    | 2013    | 2014    | 2015    | 2016    |
| ↘42 828 | ↘42 333 | ↘41 897 | ↘41 670 | ↘41 499 | ↘41 415 | ↘41 152 | ↘40 712 | ↘40 440 | ↘40 310 | ↘39 889 |
| 2017    | 2018    | 2019    | 2020    | 2021    | 2023    | 2024    | 2025    |         |         |         |
| ↘39 707 | ↘39 484 | ↘39 257 | ↗39 267 | ↘35 133 | ↘34 905 | ↘34 715 | ↘34 569 |         |         |         |

Гендерный состав
По итогам переписи населения 2010 года проживали 19 786 мужчин (47,68 %) и 21 713 женщин (52,32 %).

### Национальный состав
По итогам переписей населения проживали следующие национальности (национальности менее 1 %, см. в сноске к строке "Другие"):
| Национальность | 1939        | 1939    | 2010        | 2010    | 2021        | 2021    |
| Национальность | Численность | Процент | Численность | Процент | Численность | Процент |
| -------------- | ----------- | ------- | ----------- | ------- | ----------- | ------- |
| Русские        | 26 267      | 95,07   | 28 589      | 68,89   | 22 036      | 62,72   |
| Даргинцы       |             |         | 9155        | 22,06   | 10 180      | 28,98   |
| Аварцы         |             |         | 530         | 1,28    | 490         | 1,39    |
| Другие         | 1023        | 3,71    | 3225        | 7,77    | 2427        | 6,91    |
| Итого          | 27 628      | 100,00  | 41 499      | 100,00  | 35 133      | 100,00  |

## Населённые пункты
Распределение населения района
 Левокумское (25,63 %) Величаевское (13,5 %) Правокумское (10,56 %) Урожайное (11,47 %) Владимировка (6,42 %) Остальные (32,42 %)
В состав территории района и соответствующего муниципального округа входит 21 населённый пункт.
| №  | Населённый пункт       | Тип     | Население | Муниципальное образование        |
| -- | ---------------------- | ------- | --------- | -------------------------------- |
| 1  | Арбали                 | хутор   | ↘96       | Турксадский сельсовет            |
| 2  | Бургун-Маджары         | село    | ↘1275     | Бургун-Маджарский сельсовет      |
| 3  | Величаевское           | село    | ↘4666     | Величаевский сельсовет           |
| 4  | Владимировка           | село    | ↘2219     | Владимировский сельсовет         |
| 5  | Заря                   | посёлок | ↘1542     | Заринский сельсовет              |
| 6  | Камышитовый            | посёлок | ↘7        | Величаевский сельсовет           |
| 7  | Кочубей                | хутор   | ↗471      | Величаевский сельсовет           |
| 8  | Кумская Долина         | посёлок | ↘1011     | Бургун-Маджарский сельсовет      |
| 9  | Левокумское            | село    | ↘8859     | село Левокумское                 |
| 10 | Ленинский              | посёлок | →900      | Николо-Александровский сельсовет |
| 11 | Малосадовый            | посёлок | ↘391      | Бургун-Маджарский сельсовет      |
| 12 | Николо-Александровское | село    | ↘1354     | Николо-Александровский сельсовет |
| 13 | Новокумский            | посёлок | ↗1338     | посёлок Новокумский              |
| 14 | Первомайский           | хутор   | ↗233      | Заринский сельсовет              |
| 15 | Правокумский           | посёлок | ↗163      | Бургун-Маджарский сельсовет      |
| 16 | Правокумское           | село    | ↘3650     | село Правокумское                |
| 17 | Приозёрское            | село    | ↘1401     | село Приозёрское                 |
| 18 | Степной                | посёлок | ↘84       | Владимировский сельсовет         |
| 19 | Термита                | хутор   | ↘32       | Величаевский сельсовет           |
| 20 | Турксад                | село    | ↘1448     | Турксадский сельсовет            |
| 21 | Урожайное              | село    | ↘3965     | село Урожайное                   |

Упразднённые населённые пункты
- Село Максимо-Кумское (снято с учёта 1 апреля 1992 года[50][51]);
- Хутор Шана-Худук (снят с учёта 31 декабря 1966 года[50][52]).

## Местное самоуправление
Глава района
- с 2004 года — Токарев Анатолий Николаевич[53]
- с 2017 года — Иванов Андрей Николаевич

Главы Администрации района
- до ноября 2012 года — Лысенко Сергей Николаевич
- с ноября 2012 года — Напханюк Николай Васильевич

Председатель совета округа
- с 1 октября 2020 года - Радченко Ирина Фёдоровна

## Инфраструктура
- Историко-краеведческий музей имени В. Р. Ясинова[54].
- Единая дежурно-диспетчерская служба. Через единый номер «112» объединяет службы пожарной охраны, скорой медицинской помощи, полиции, газовой сети и т. д. Левокумье стало первым сельским районом в крае, где появилась своя ЕДДС[55].

## Экономика
В краю выращивают такие культуры как пшеница, ячмень, горох. В пойме реки Кума́ традиционно занимаются виноградарством и садоводством. Ещё при царской России, полушипучие вина помещика Реброва подавались к царскому столу, вырабатываемый в его имении шёлк, как говорили свидетели того времеми был даже не хуже французского, но достоверных источников этому пока что не найдено.
В. П. Скаржинский учёный, автор многочисленных трудов по вопросам сельского хозяйства в Южной России много сделал в борьбе с засушливым климатом Левокумья. Целое семейство землевладельцев и скотоводов: Мазаевых внёсших значительный вклад в улучшение пород скота (с. Бургун-Маджары), Сапунцовых (с. Правокумское), Блинова и Распопова (с. Левокумское) — крупных землевладельцев, сторонников широкого просвещения народа, деятельность туркменского богача и скотовода Мусса-Адджи, активного преобразователя климата засушливой степи (с. Приозёрское) — все это вехи становления и развития восточных окраин Ставропольской губернии.

## Люди, связанные с районом
Среди уроженцев района 5 Героев Советского Союза — И. С. Пухов (с. Правокумское), А. Н. Ситковский (с. Урожайное), А. М. Клиновой (с. Правокумское), Я. С. Калашников (с. Приозёрское), А. И. Скоков (с. Величаевское); 2 полных кавалера ордена Славы И. В. Мариненко (с. Николо-Александровское) и Г. К. Подорогин (с. Бургун-Маджары).
Звания Героя Социалистического Труда удостоены: А. С. Артёмов, А. М. Ивченко, А. А. Козлова, Е. П. Кукланова, М. И. Портянко, А. Ю. Юнусов.
- Ковалёв Николай Георгиевич (1924—2017) — заслуженный агроном РСФСР, кавалер орденов Ленина, Трудового Красного Знамени, «Знак Почёта», лауреат премии Совета Министров СССР, Почётный гражданин Левокумского района[58]
- Родин Юрий Фотиевич (1930) — бывший редактор левокумской районной газеты «Светлый путь», член Союза журналистов СССР и России, Почётный гражданин села Левокумского и Левокумского района[59].
- Ясинов Василий Родионович (24.01.1926, с. Нагутское — 5.10.2010, с. Левокумское), краевед-историк, автор книги «Повесть о Левокумье», основатель местного музея (в настоящее время Историко-краеведческий музей имени В. Р. Ясинова). Удостоен звания «Почётный гражданин Левокумского района»[54].

## Топографические карты
- Лист карты L-38-XXVII Буденновск. Масштаб: 1 : 200 000. Указать дату выпуска/состояния местности.
- Лист карты L-38-XXVIII Затеречный. Масштаб: 1 : 200 000. Указать дату выпуска/состояния местности.